# Strioterebrum illustre
Strioterebrum illustre is een slakkensoort uit de familie van de Terebridae. De wetenschappelijke naam van de soort is voor het eerst geldig gepubliceerd in 2012 door Malcolm & Terryn.